# رایش چهارم

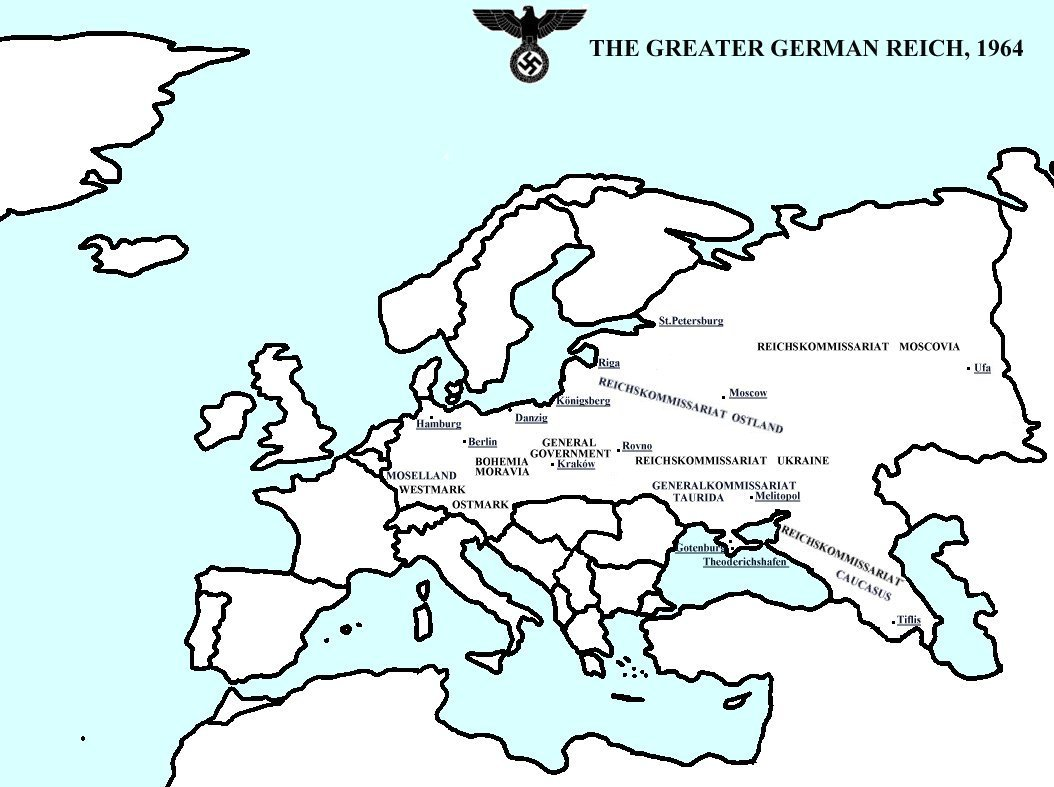
تصویری خیالی از نقشه اروپا در صورت پیروزی نازی ها در جنگ جهانی دوم

رایش چهارم (آلمانی: Viertes Reich) نوعی آیندهٔ  درنظرگرفته‌شده برای رایش آلمان است که جانشین رایش سوم (۱۹۳۳–۱۹۴۵) محسوب می‌شود که معلوم میشود نازی ها دوباره قدرت خواهند گرفت.
این اصطلاح توسط نئونازی‌ها برای اشاره به احیای دولت نژادی آلمان نازی استفاده می‌شود. علاوه بر این، رایش چهارم برای اشاره به تئوری توطئه در خصوص ادامه‌یافتن اندیشه‌های نازیسم هم استفاده شده‌است.